# Mesomeri
In embriologia i mesomeri, o somiti (nel caso di individui metamerici), sono masse simmetriche (tutte rispetto allo stesso piano assiale, ovvero rispetto al piano sagittale mediano) del mesoderma parassiale che si formano nell'embrione dopo la prima fase di formazione dei tre foglietti embrionali (endoderma, mesoderma, ectoderma).
I mesomeri sono suddivisibili in tre regioni: il dermatomo, da cui si origina il derma; il miotomo, da cui si origina la muscolatura; e, infine, lo sclerotomo, da cui si origina la colonna vertebrale e la regione occipitale del cranio. I somiti sono organizzazioni metameriche originate dalla segmentazione del mesoderma parassiale. I somiti danno origine alle cellule che formano le vertebre e le coste, il derma cutaneo del dorso e i muscoli scheletrici della parete del corpo e degli arti.